# Konsul (udenrigstjenesten)
 For alternative betydninger, se Konsul. (Se også artikler, som begynder med Konsul)
En konsul er en person som er udnævnt af regeringen i en stat til at udføre bestemte opgaver for landet i et andet land. En konsul tager sig af såkaldte konsulære opgaver. Det kan være kommercielle opgaver som for eksempel eksportfremme-initiativer og kulturelle opgaver for landet som har udnævnt konsulen, samt at bistå landets borgere, f.eks. med pas og visa eller i nødsituationer som fængsling eller ulykkestilfælde.
En ansat konsul kan have stillingsbetegnelserne generalkonsul, konsul eller vicekonsul. Deres arbejdssted vil kaldes henholdsvis et generalkonsulat, konsulat eller vicekonsulat. Der er også ulønnede konsuler kaldet honorære konsuler som har honorære konsulater.
For at et land kan udnævne en konsul i et andet land, kræves det at landene har indgået en konsularaftale. Lande med diplomatiske forbindelser vil normalt også have konsulære forbindelser. De internationale retsregler for konsuler er fastsat i Wienerkonventionen om konsulære relationer af 1963 som de fleste lande har tiltrådt.

## Forskel på konsuler og diplomater
Diplomater med ambassadøren i spidsen er et lands officielle diplomatiske kontakt i et andet land, og der kan kun være én ambassadør fra ét land i et andet land. Diplomater kan have kontakt med regeringsmyndighederne i landet de er udsendt til, og dækker sager i hele landet.
I modsætning hertil kan et land godt have flere konsuler i et andet land. Konsulerne dækker kun sager i et afgrænset geografisk område, kaldet et konsulatsdistrikt, og har kun kontakt med de lokale myndigheder inden for konsulatsdistriktet. De har primært kontakt med og yder bistand de enkelte borgere, både borgere fra landet som de repræsenterer, og borgere i landet som de virker i.

## Rettigheder
En konsul må, ligesom diplomater, benytte flag og våbenskjold for det land som de repræsenterer, og skal kunne kommunikere uhindret med landet. Opholdslandet skal respektere konsulatets ukrænkelighed og yde beskyttelse om nødvendigt.

## Danske konsuler
Danmark havde pr. 12. marts 2019 16 generalkonsulater og et antal konsulater. Der er derudover omkring danske 350 ulønnede honorære konsuler. Disse er ofte lokale erhvervsdrivende eller advokater med tilknytning til Danmark. Deres konsulater er normalt placeret i for eksempel havnebyer eller turistområder.